# 西大滝駅
西大滝駅（にしおおたきえき）は、長野県飯山市大字照岡にある、東日本旅客鉄道（JR東日本）飯山線の駅である。

## 歴史
- 1923年（大正12年）12月1日：飯山鉄道の駅として開業[1]。
- 1944年（昭和19年）6月1日：買収により、運輸通信省（のちの日本国有鉄道）飯山線の駅となる[3]。
- 1964年（昭和39年）4月1日：業務委託駅となる[4]。
- 1970年（昭和45年）12月21日：一般駅から旅客駅となる[3][5]。無人駅となる[6]。
- 1971年（昭和46年）8月1日：簡易委託駅となる[7]。
- 1987年（昭和62年）4月1日：国鉄分割民営化により、東日本旅客鉄道の駅となる[3]。
- 1997年（平成9年）：駅舎を改築[1]。

## 駅構造
長野方面に向かって左側にある単式ホーム1面1線を持つ地上駅である。
飯山駅管理の無人駅である。

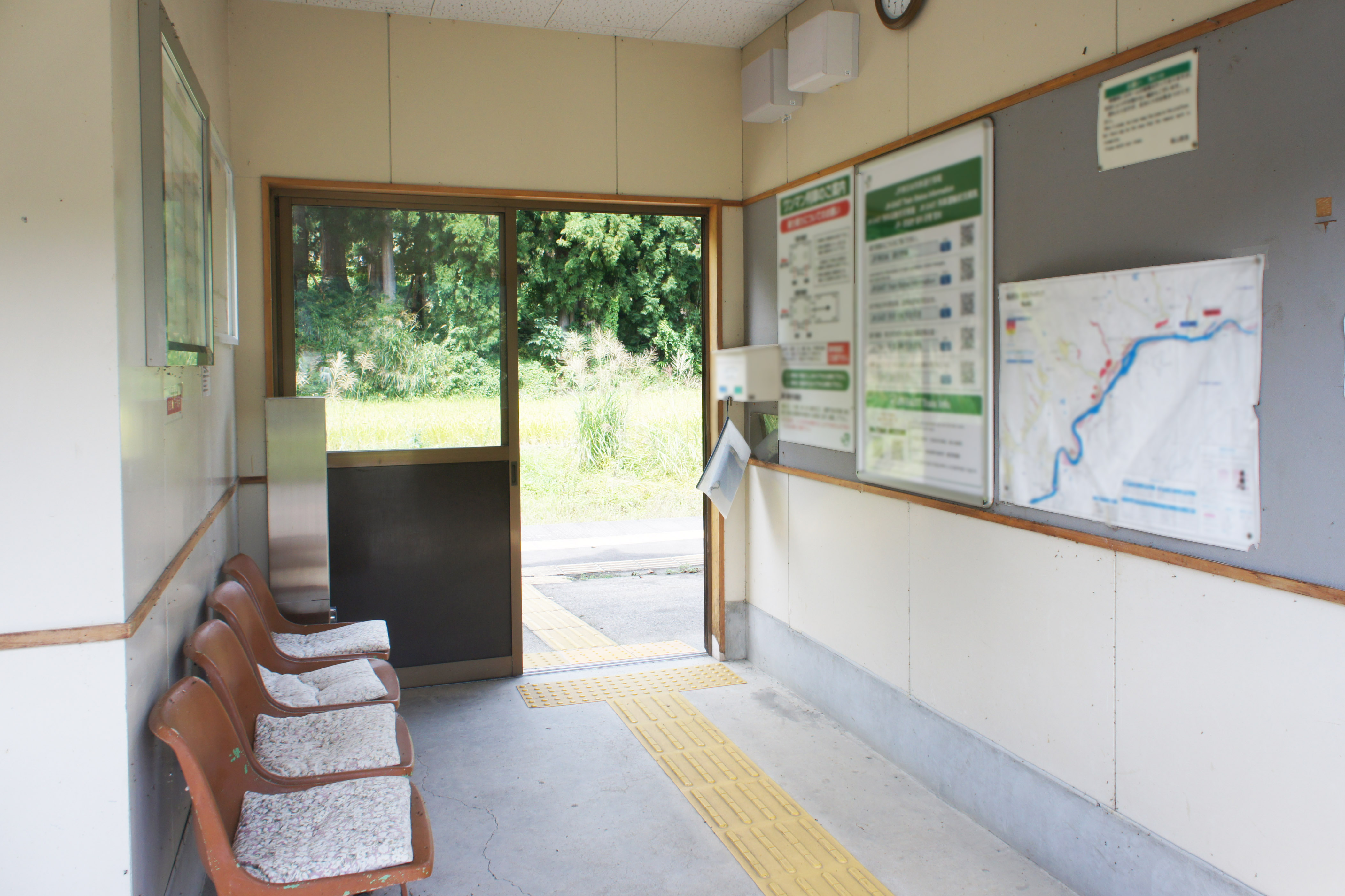
待合室（2021年9月）
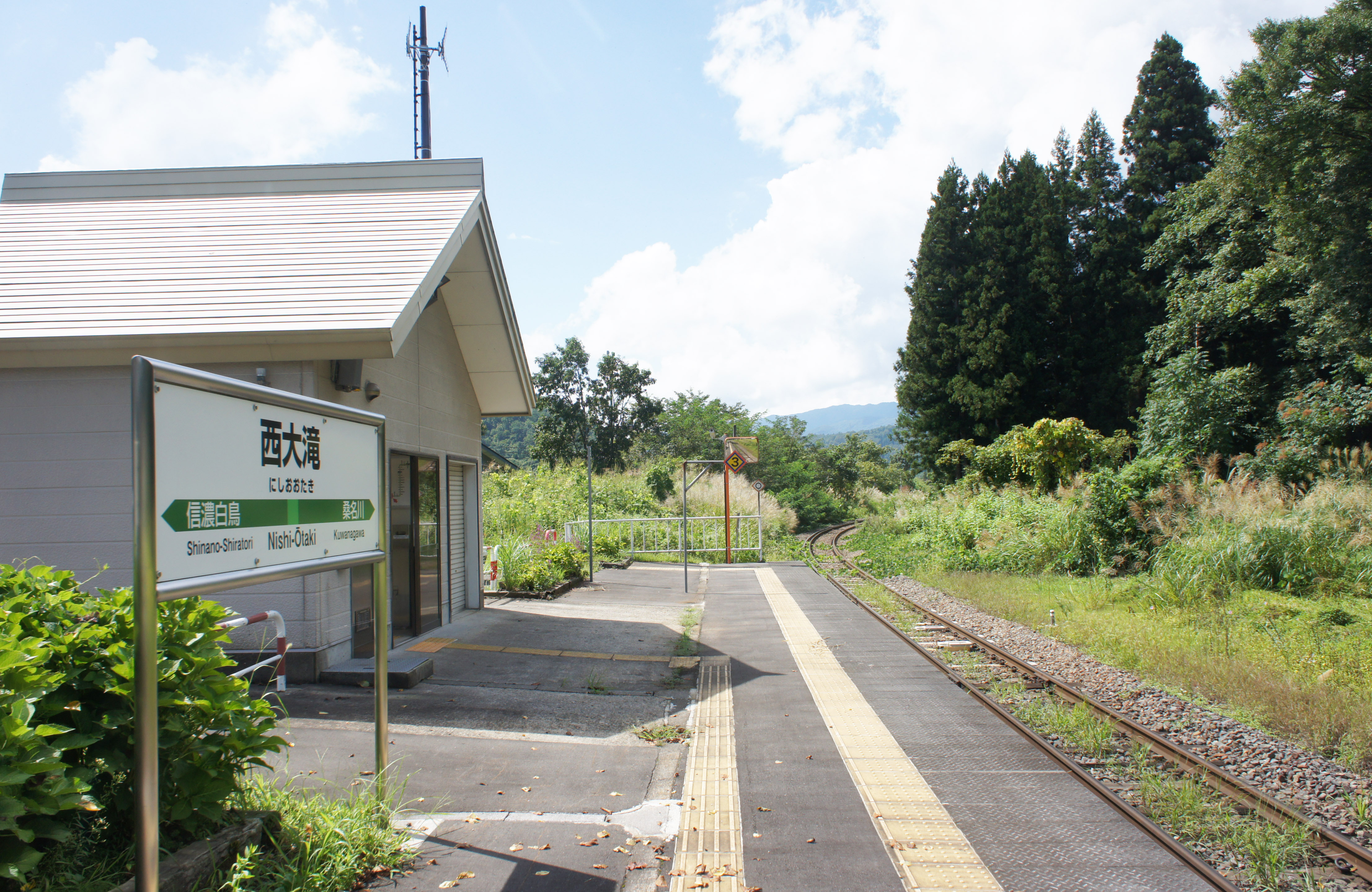
ホーム（2021年9月）

## 利用状況
「長野県統計書」によると、2009年度（平成21年度）- 2011年度（平成23年度）の1日平均乗車人員の推移は以下のとおりであった。
| 乗車人員推移       | 乗車人員推移     | 乗車人員推移 |
| 年度               | 1日平均 乗車人員 | 出典         |
| ------------------ | ---------------- | ------------ |
| 2009年（平成21年） | 13               | [ 2 ]        |
| 2010年（平成22年） | 10               | [ 9 ]        |
| 2011年（平成23年） | 7                | [ 10 ]       |

## 駅周辺
- 千曲川[1]
- 西大滝ダム[1]・さくら広場

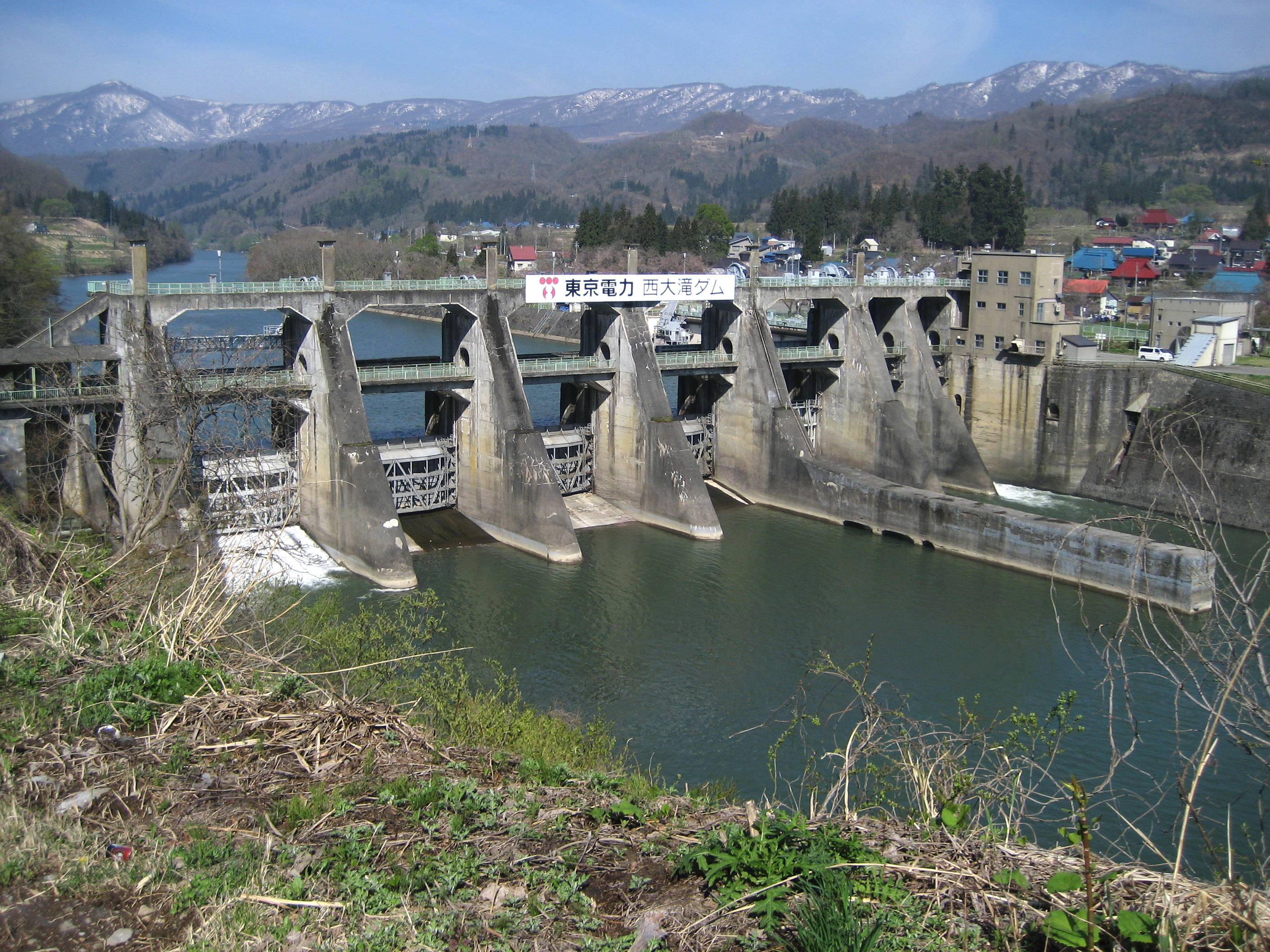
西大滝ダム

- 飯山市予約型乗合タクシー「菜の花タクシー」東電さくら広場前停留所

## 隣の駅
東日本旅客鉄道（JR東日本）
■飯山線
桑名川駅 - 西大滝駅 - 信濃白鳥駅